# Minamiise
Minamiise (jap. 南伊勢町 Minamiise-chō) – miasto w Japonii, na wyspie Honsiu, w prefekturze Mie. Według danych na rok 2020 miejscowość zamieszkiwało 10 989 mieszkańców , a gęstość zaludnienia wyniosła 45,4 os./km².